# Паспорт громадянина Аргентини
Паспорт громадянина Аргентини (ісп. Pasaporte argentino) — документ, який видається громадянам Республіки Аргентина для виїзду з країни. Для проїзду країнами Південної Америки (крім Гвіани, Суринаму та європейських заморських територій) цей паспорт не є обов'язковим, достатньо пред'явити Національне посвідчення особи.
Паспорт видається у кожній провінції Аргентини Національним Реєстром Населення та дійсний протягом 10 років.

## Візові вимоги

Візові вимоги для власників аргнетинського паспорта
Аргентина
ID карта
Безвізовий режим
Віза по прибуттю
eVisa
Віза доступна по прибуттю та онлайн
Потрібна віза

## Галерея

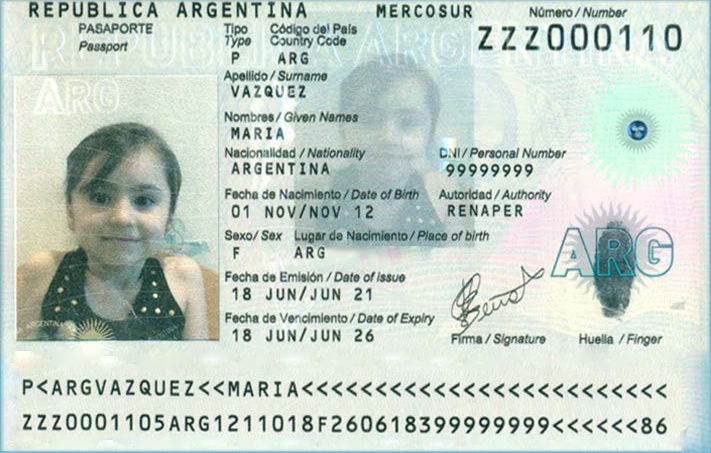
Перша сторінка
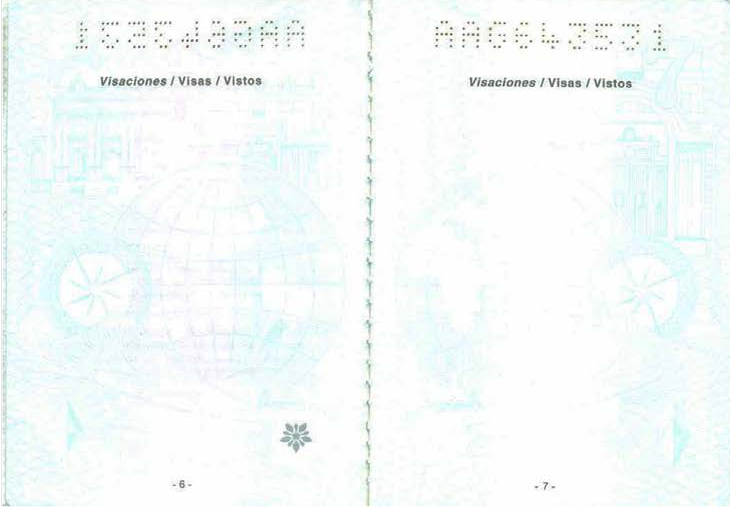
Сторінки для віз
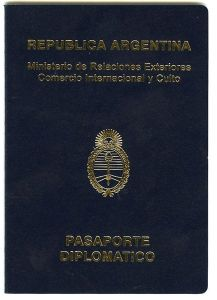
Дипломатичний паспорт